# Hélène Larroche-Dub
Hélène Larroche-Dub (7. října 1924 Brno – 1. listopadu 2022 Ivry-sur-Seine) byla francouzská publicistka českého původu, komisařka výstav moderního a etnického umění a manažerka mezinárodní kulturní spolupráce.

## Život
Vyrostla v německojazyčné rodině v Brně, jako dcera strojního konstruktéra a profesora Německé Vysoké školy technické Ing. Rudolfa Duba (1873–1939) a jeho ženy, Erny Margarety, rozené Spitzer (1893–1938), původem z Moravské Ostravy-Vítkovic. Navštěvovala Masarykovo německé gymnasium v Brně a současně se naučila česky. Matka se v roce 1932 provdala za strojního inženýra Emila Wellnera (1900–1933), narodila se jí dvojčata Margareta-Erna a Irene-Therese. Po smrti manžela Emila v roce 1933 se s dvojčaty vrátila k prvnímu manželovi.[zdroj?] V létě roku 1938 byla Helena poslána do penzionátu v Lausanne. Během druhé světové války se skrývala v okolí jihofrancouzské Nice, aby se vyhnula holocaustu. Absolvovala kursy francouzštiny a Montessori, působila jako vychovatelka ve škole Montessori. Během této práce roku 1943 získala bakalářský titul na filozofické fakultě univerzity v Aix-Marseille. Roku 1944, ihned po osvobození Francie od okupantů, pracovala devět měsíců pro americký Červený kříž jako recepční v ozdravném středisku amerických vojáků na Riviéře.
V letech 1945–1949 vystudovala biochemii na Sorbonně v Paříži a získala licenciát. Roku 1947 se provdala za architekta Fernanda Larroche (1922–2006), který si původní jméno během odboje za 2. světové války změnil na Daniel Maurandy. S manželem vychovala tři děti (Mireille/1953, Marie–Helene/1955 a Jean-Pierre/1957). Rodina se usadila v Ivry-sur-Seine.
Pracovala nejprve v architektonickém ateliéru svého muže, v letech 1951–1956 byla zaměstnána v Musée national de la recherche scientifique. Zároveň rozvíjela své zájmy o současné výtvarné a etnické umění. V letech 1967 až 1985 pracovala jako dobrovolná sekretářka Společnosti přátelství Francie – Sovětský svaz (Associaion France – U.R.S.S) a naučila se rusky. V roce 1975 získala místo komisařky výstav v Centre Georges-Pompidou, kde byla zodpovědná za průmyslový design, pracovala zde až do roku 1988. Zorganizovala dvě desítky výstav umění 14 bývalých republik Sovětského svazu, z Kuby a asijských zemí; svůj zájem především soustředila na střední Asii, kam cestovala nejen služebně. Kromě toho pořádala výstavy pro další města a instituce.
Roku 1988 založila v Paříži knihkupectví zeměpisné literatury, průvodců a map Itinéraires, které vlastnila až do roku 2006. V letech 2007 až 2010 pořádala výstavy současného etnického textilu ve svém domě v Ivry-sur-Seine. Od té doby ráda cestovala po rozvojových zemích světa a fotografovala. Připravila k edici své osobní paměti.

## Práce

### Centre Georges Pompidou
komisařka výstav
1977 Design v USA, Paříž (CGP)
1977 Design a zimní sporty (CGP)
1978 Proměny finské architektury a designu (CGP)
1978 koncepce pořadatele výstavy (CGP); koncepce katalogu
1978 Sovětský urbanisrtický prostor 1917-1978 CGP); koncepce katalogu
1980 Objet industriel/Průmyslový objekt (CGP);
1982 Environnement Quotidien en Chine/Každodenní životní prostředí v Číně (CGP); koncepce katalogu
1983 Macao ou jouer la différence/ Makao neboli hrát si na rozdíl (CGP); koncepce katalogu
1984 Porsche design (CGP); koncepce katalogu

### Management
Práce dobrovolné sekretářky Sdružení Francie – SSSR:
- 1973 – Jantar v Lituanie/Jantar v Litvě; Bibliothèque Forney, Paříž
- 1973 – Arts traditionnels de Bouriatie des XIXe et XXe siècles/Tradiční umění a řemesla v Burjatsku v 19. a 20. století; Musée Le Prieuré de Graville, Le Havre; koncepce a katalog
- 1975 – Maria Primatchenko, une primitive ukrainienne/ Marija Primačenko, ukrajinská naivní malířka, Musée des Augustins, Toulouse; Musée des Beaux Arts, Lyon; koncepce katalogu
- 1977 – Art populaire du Tadjikistan/ Lidové umění Tádžikistánu, Musée du Prieuré de Graville, Caen; koncepce katalogu
- 1977 – La tapisserie et la gravure estoniennes/ Estonská tapisérie a rytina, Chartreuse Villeneuve lès Avignon; koncepce katalogu
- 1978 – Miniatures arméniennes du Maténadaran/ Arménské miniatury z Maténadaranu ; Musée du Prieuré de Graville, Le Havre; Bibliothèque Forney, Paříž; koncepce katalogu
- 1978 – Salomon Telingater, l’œuvre graphique 1903–1969, Paříž; koncepce katalogu
- 1979 – L’art populaire de Turkménie/ Lidové umění Turkmenistánu; Musée de l’Homme, Paříž; koncepce katalogu
- 1980 – L’art populaire ouzbek/ Uzbecké lidové umění, Musée du Prieuré de Graville, Le Havre; koncepce katalogu
- 1981 – Niko Pirosmanichvili, un grand peintre géorgien/ Niko Pirosmanišvili, velký gruzínský malíř, Nice, Musée d’Art Naïf, Nice; Musée de la Charité, Marseille; koncepce katalogu
- 1981 – Tschestniakof (1874–1961), un peintre russe /Čestňakov, ruský malíř; Musée du Prieuré de Graville Le Havre; koncepce katalogu
- 1982 – Gravure soviétique contemporaine /Současná ruská rytina; Musée des Beaux Arts André Malraux, Le Havre; koncepce katalogu
- 1982 – Miniatures géorgiennes du XIème au XVIIIème siècles /Gruzínské miniatury od 11. do 18. století; Centre international de Grasse; Musée des Beaux Arts, Saintes; Musée du Prieuré de Graville, Le Havre; Musée basque, Bayonne; koncepce katalogu
- 1983 – Art populaire de Kirghizie / Lidové umění Kyrgyzstánu; « Le Prieuré » de St. Just St. Lambert; Musée du Berry Bourges, Musée de Normandie Caen; Musée du Prieuré de Graville, Le Havre; koncepce katalogu
- 1984 – Tapisseries contemporaines de Lettonie /Současné litevské tapisérie, Musée du Prieuré de Graville, Le Havre; koncepce katalogu
- 1985 – Les arts décoratifs en Azerbaïdjan /Užité umění v Ázerbájdžánu; Musée des Arts Décoratifs, Bordeaux; Musée d’Art et d’Histoire, Belfort; koncepce katalogu
- 1985 – Le jouet russe au XIXe siècle et aujourd’hui /Ruská hračka v 19. století a dnes, Musée du Jouet de Poissy; Musée du Prieuré de Graville, Le Havre; koncepce katalogu
- 1986 – L’architecture de la Ville en Russie 1945-1985 /Městská architektura v Rusku 1945–1985, Paris, Ecole des Beaux Arts, Paříž; koncepce katalogu

### Výstavy současného umění ve vlastním domě vIvry-sur-Seine
Koncepce a realizace:
- 2006 – Kachama: créations textiles thaïlandaises/ Thajská textilní tvorba
- 2007 – Aboubakar Fofana: Variations sur l’indigo/ Variace v indigu
- 2007 – Elodie Brunet: Textiles philippins en soie et fibres d’ananas/ Filipínské textilie z hedvábí a z vlákna ananasu
- 2007 – Ahouk: Art textile contemporain /Současné textilní umění
- 2007 – Martine Cieutat: Créations textiles (ve spolupráci se syrskými umělci)
- 2008 – Boro… katagami, sakabukoro: traditions populaires japonaises / Japonské lidové tradice
- 2008 – Gradis/Watanebe: les Appliqués /textilní aplikace z Watanebe
- 2009 – Tissages rapportés du Nagaland /Tkané textilie z indického Nágálandu
- 2009 – Diversité des IKATS de l’archipel indonésien /Rozmanitost tvorby z Indonésie
- 2010 – L’Inde des saris /Indické sárí
- 2010 – Couvertures de mariage Niger;tapas Mbuti R.D. du Congo /Svatební přikrývky z Nigeru a Konga

### Knihy
- 1980 – Turkmènes/ Turkméni, foto Marc Garanger; vydal Arthaud Paříž
- 1983 – Samarkande-Boukhara/ Samarkand – Buchara, foto a spoluautor Marc Garanger; vydal Arthaud
- 1985 – L’objet industriel en question/ Otázky průmyslového objektu, spoluautor Jan Tučný, vydalo: Éditions du Regard

Editorka v nakladatelství Éditions du Regard, Paříž:
- 1987 – H. Borisova, G. Sternine: Art nouveau russe/Ruská secese;
- 1988 – A. Kamenski: Chagall période russe et soviétique 1907–1922 /Chagallovo ruské a sovětské období 1907–1922
- 1989 – V. Tolstoi: Art décoratif soviétique 1917–1937/ Sovětské užité umění 1917–1937; spoluautoři Grigorij Chudakov, Olga Suslova, Lilia Ukhtomskaja
- 1990 – S. Khan Magomedov: VHOUTEMAS 1920–1930
- 1988 – Thierry Mugler: Photographie (organizace reportáže v SSSR)

Stati:
- 1988 – Macao, cité ambiguë aux portes de la Chine/ Makao, zvláštní město v branách Číny, in: Critique, srpen–září 1988